# 大钲资本
大钲资本（英語：Centurium Capital Management Ltd.）是一家投资中国消费、企业服务及医疗领域的私募股权基金管理公司。大钲资本由华平投资集团(Warburg Pincus)的前員工黎辉(David Li)于2017年创立，2018年注册于开曼群岛，截止2019年，公司募资规模超过20亿美元。
大钲资本曾参与瑞幸咖啡的A轮投资，在4月2日瑞幸自曝财务造假之前，大钲资本提前套现2.3亿美元。大钲资本的有限合伙人包括新加坡政府投资公司GIC。
2021年，大钲资本和沄柏资本联合领投了天数智芯C轮12亿人民币融资。